# الميدان الذهبي

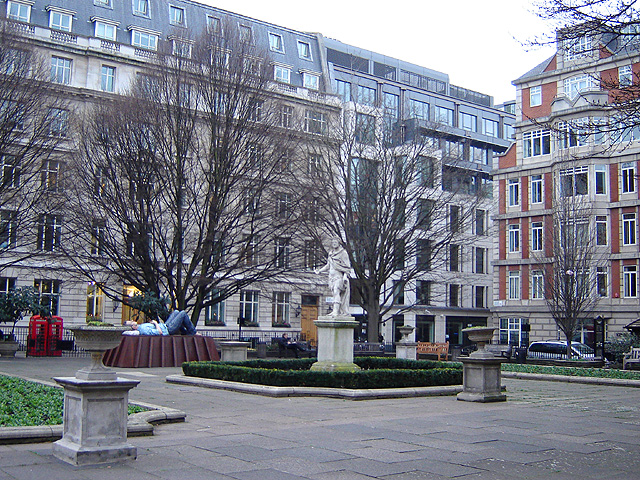
الميدان الذهبي في سوهو في لندن

الميدان الذهبي (بالإنجليزية: Golden Square)‏ يقع في حي سوهو في مدينة ويستمنستر في لندن، وهو ميدان قليل الأشجار.
وهو يشكل حدوداً في وسط لندن، ويحيط به مبانٍ حكومية كلاسيكية، ويبعد 125 متراً شرق شارع ريجينت ستريت، وضعف تلك المساحة عن سيرك بيكاديللي.